# Evangelische Kapelle Hesselbach

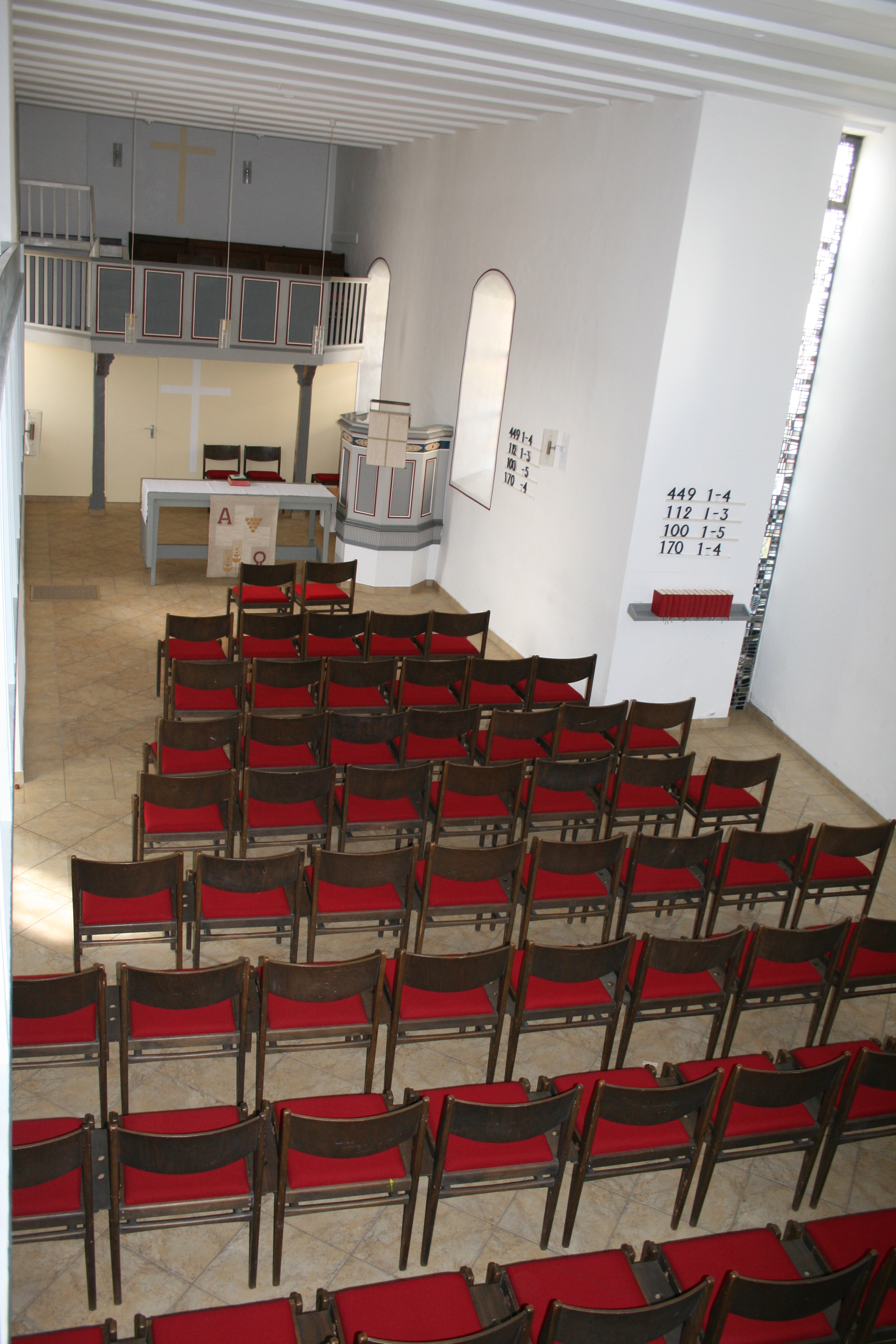
Innenansicht mit Blick auf die Kanzel

Die evangelische Kapelle Hesselbach ist ein denkmalgeschütztes Kirchengebäude in Hesselbach, einem Ortsteil von Bad Laasphe im Kreis Siegen-Wittgenstein (Nordrhein-Westfalen).

## Geschichte
Die Kapelle wurde zwischen 1558 und 1598 als einschiffiger schlichter Renaissancebau mit den Maßen 10 mal 6 m errichtet. Sie wurde 1966/67 um einen Querbau im Ostteil erweitert und umgestaltet. Der Kirchengemeinde wurde im Jahr 1954 die Kanzel aus der Kapelle des Schloss Wittgensteins geschenkt. Seit dem 20. Januar 1987 ist der Bau in die Denkmalliste der Stadt Bad Laasphe eingetragen.